# Château Canon-La Gaffelière
Das Château Canon-La Gaffelière ist ein französisches Weingut und liegt im Bereich Saint-Émilion. Es erzeugt Wein der Appellation Saint-Émilion Grand Cru und gehört in der Hierarchie der Rotweine von Saint-Émilion  seit 2012 als Premier Grand Cru classé B  der zweithöchsten Stufe an (siehe auch den Artikel Bordeauxwein (Klassifikation))  (siehe auch den Artikel Bordeauxwein (Klassifikation)). Das Gut ist seit 1971 Eigentum der baden-württembergischen Adelsfamilie von Neipperg.
Die Weinberge von Canon-La Gaffelière liegen auf Sandboden im Tal der Dordogne am Fuß des „Côte“ genannten Hanges von Saint-Émilion. Das Gut verfügt über eine Rebfläche von 20 Hektar.  Die Bepflanzungsdichte beträgt 5.500 Rebstöcke pro Hektar. Die aktuelle Bepflanzung liegt bei 55 % Merlot, 40 % Cabernet Franc und 5 % Cabernet Sauvignon. Die jährliche Ausbringung liegt normalerweise bei 50.000 bis 60.000 Flaschen. Die auf dem Gut noch zu sehenden riesigen Betontanks werden seit den frühen 1990er Jahren nicht mehr benutzt.
In seiner Klassifikationsstufe zählt es zu den besten Gütern. Seit 1994 wurde keiner der Weine niedriger als mit 90 Parker-Punkten bewertet. Der 2000er Wein steht mit 95 Punkten an der Spitze.
Das Weingut hat ein interessantes Ambiente zum Besuch und für vorab vereinbarte Weinproben. Der große Kaminsaal mit den Ausstellungsstücken und dem Gästebuch ist sehenswert.

## La Mondotte
Das benachbarte Weingut La Mondotte wurde 1971 ebenfalls von den Neippergs erworben. Ursprünglich wollte man den Wein in den Canon-La Gaffelière miteinbeziehen. Dies hätte letzteren jedoch die Einstufung als Grand Cru Classé gekostet, obwohl das Terroir von La Mondotte – 4,5 ha in Hanglage im Osten des Kalkplateaus – von ausgezeichneter Qualität ist. Man entschied sich daher, den Wein von La Mondotte separat als Renommier- oder Garagenwein hochklassig auszubauen, was auf dem größeren Gut Canon-La Gaffelière mit erledigt wird. Der La Mondotte der ersten Neipperg-Jahre wurde zum Kultwein mit vierstelligen Flaschenpreisen. Kritiker wie Stuart Pigott sehen dies jedoch als bewusst gelenkte Strategie: In seinem Werk „Göttertrank und Blendwerk“ stellt Pigott den Mondotte als einen Wein dar, der vor lauter Kraft nicht laufen könne und es keinesfalls verdient habe, so teuer gehandelt zu werden. Mit der Reklassifikation von Saint-Émilion 2012 ist auch La Mondotte zu einem Premier Grand Cru Classé aufgestiegen.